# Amie Donald
Amie Donald, född den 28 januari 2010 i Papakura, Nya Zeeland, är en nyzeeländsk barnskådespelare och dansare.
Som nioåring deltog hon världscupen i dans för unga där hon vann silver i jazzdans och en bronsmedalj i modern dans. Donald har som skådespelare bland annat spelat titelkaraktären i skräckfilmen M3GAN. En roll hon kommer att återupprepa i kommande filmen M3GAN 2.0 med planerad premiär 2025. 2023 spelade hon en av huvudrollerna, Maya Monkey, i Netflixserien Sweet Tooth.

## Filmografi (i urval)
- 2022: M3GAN
- 2023: Sweet Tooth
- 2025: M3GAN 2.0